# Kustjägare (Norge)
Den norska motsvarigheten till de svenska kustjägarna är Marinens jegervåpen. 

## Organisation
Marinens jägarvapen består av:
- marinjägarkommandot
- kustjägarkommandot
- mindykarkommandot
- taktiska båtskvadronen

## Marinjägare

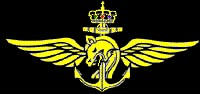
Marinjägarnas utbildningstecken

De norska marinjägarna är den norska marinens specialförband. De är specialiserade på maritima specialoperationer i ett arktiskt klimat.
Deras uppgifter är:
- strategisk spaning
- offensiva operationer
- militärt bistånd

En stor del av utbildningen försiggår utomlands. Marinjägarna är utbildade som fallskärmsjägare och attackdykare. Insatserna utgår ofta från ubåt och marinjägarna simmar under vattnet till insatsområdet.

## Kustjägare

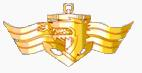
Kustjägarnas förbandstecken

De norska kustjägarnas huvuduppgift är underrättelseinhämtning och eldledning. Kustjägarna är utbildade och utrustade för att operera bakom fiendens linjer. Kustjägarkommandot har sin bas på Trondenes, utanför Harstad. Kustjägarna är det norska kustartilleriets efterträdare.

## Mindykare
De norska marindykarna är det norska försvarets enda stående ammunitionsröjningsenhet. De är utbildade i maritim ammunitionsröjning och tjänstgör ombord på minjaktfartyg, till stöd för den norska polisen och vid internationella operationer. Mindykarkommandot är baserat på Haakonsvern i Bergen. En mindykarpluton är baserad på Ramsund utanför Harstad.

## Stridsbåtsbesättning
Stridsbåtsbesättningar för marinens jägarvapen utbildas vid den norska marinens taktiska båtskvadron (TBS), baserad i Harstad och Bergen. TBS använder den svenska stridsbåt 90H som plattform och utbildningen omfattar stridsbåtsnavigering och kustoperationer i Norge och utomlands.